# Gunnerales
Gunnerales is een botanische naam van een orde van tweezaadlobbige planten: de naam is gevormd uit de familienaam Gunneraceae. Een orde onder deze naam wordt vrij zelden erkend door systemen voor plantentaxonomie, maar wel door het APG II-systeem (2003), met de volgende samenstelling:
- orde Gunnerales
  - familie Gunneraceae

[+ familie Myrothamnaceae ]

waarbij de familie tussen "[+ ... ] optioneel is.